# Xã Gustavus, Quận Trumbull, Ohio
Xã Gustavus (tiếng Anh: Gustavus Township) là một xã thuộc quận Trumbull, tiểu bang Ohio, Hoa Kỳ. Năm 2010, dân số của xã này là 829 người.